# The Fantastic Expedition of Dillard & Clark
The Fantastic Expedition of Dillard & Clark är ett studioalbum med en duon Dillard & Clark, bestående av sångaren och låtskrivaren Gene Clark och bluegrassmusikeren Doug Dillard. Albumet spelades in efter att Gene Clark hade lämnat The Byrds för andra gång och Doug Dillard hade lämnat The Dillards. 
The Fantastic Expedition of Dillard & Clark släpptes oktober 1968 av skivbolaget A&M Records. Albumet har senare återutgivits ett flertal gånger, ofta med bonusspår, och räknas som ett essentiellt album i sin genre.

## Låtlista
Sida 1
1. "Out on the Side" (Gene Clark) – 3:49
2. "She Darked the Sun" (Gene Clark, Bernie Leadon) – 3.10
3. "Don't Come Rollin'" (Gene Clark, Doug Dillard, Bernie Leadon) – 2:54
4. "Train Leaves Here This Morning" (Clark, Leadon) – 3:49

Sida 2
1. "With Care from Someone" (Clark, Dillard, Leadon) – 3:49
2. "The Radio Song" (Clark, Leadon) – 3:01
3. "Git It On Brother" (Lester Flatt) – 2:51
4. "In the Plan" (Clark, Dillard, Leadon) – 2:08
5. "Something's Wrong" (Clark, Dillard) – 2:57

Bonusspår på senare utgåvor
- "Why Not Your Baby" (Clark) – 3:41
- "Lyin' Down the Middle" (Laramy Smith, Clark) – 2:17
- "Don't Be Cruel" (Elvis Presley, Otis Blackwell) – 1:53

## Medverkande
- Gene Clark – sång, gitarr, munspel
- Doug Dillard – banjo, violin, gitarr

Bidragande musiker
- Bernie Leadon – banjo, basgitarr, gitarr, sång
- Chris Hillman – mandolin
- Sneaky Pete Kleinow – pedal steel guitar
- Jon Corneal – trummor
- Michael Clarke – trummor
- David Jackson – ståbas, piano, cello, sång
- Byron Berline – violin
- Donna Washburn – gitarr, tamburin, sång
- Donald Beck –  mandolin, dobro
- Andy Belling – cembalo